# Francisco Barata y Montañá
Francisco Barata y Montañá fue un escritor y sacerdote español que floreció en el siglo XV.
Se sabe que nació en Matadepera (Barcelona), fue canónigo de la catedral de esta ciudad y luego, por espacio de 22 años, prior de la Real casa de Montserrat de Roma.
Según sus biógrafos escribió un interesante libro titulado De las donas más famosas de la historia, que atendiendo a Nicolás Antonio (Biblioteca hispana vetera) bien pudiera ser una traducción del libro De las claras mujeres hebreas, gentiles y cristianas de don Álvaro de Luna.